# Rattus steini hageni
Rattus steini hageni is een ondersoort van de rat Rattus steini die voorkomt van de Star Mountains tot de Bowutu Mountains in het midden van Nieuw-Guinea, van 450 tot 2800 m hoogte.
Het is een middelgroter rat met een zachte vacht. De rug is donkerbruin, de buik grijs, vaak met een witte borstvlek. De oren zijn donkerbruin, net als de staart, maar de voeten zijn lichtbruin. Vrouwtjes hebben 2+2=8 mammae. De kop-romplengte bedraagt 122 tot 188 mm, de staartlengte 100 tot 174 mm en de achtervoetlengte 25 tot 38 mm. Jonge dieren hebben een zachtere, donkerdere vacht.